# Bocchoris gallienalis
Bocchoris gallienalis is een vlinder uit de familie van de grasmotten (Crambidae), uit de onderfamilie van de Spilomelinae. De wetenschappelijke naam van deze soort is voor het eerst voorgesteld als Diastictis gallienalis door Pierre Viette in een publicatie uit 1958.
De soort komt voor op Madagaskar.